# 경산생활체육공원
경산생활체육공원(慶山生活體育公園, Gyeongsan Sports Park)은 대한민국 경상북도 경산시에 있는 스포츠 시설 단지이다. 경산시민운동장, 경산실내체육관 등이 갖춰져 있다.

## 참고 문헌
- “경산생활체육공원”. 경산시청. 2022년 7월 24일에 원본 문서에서 보존된 문서. 2022년 7월 24일에 확인함.
- 〈경산생활체육공원〉. 《디지털경산문화대전》. 한국학중앙연구원.
- 〈경산생활체육공원〉. 《한국향토문화전자대전》. 한국학중앙연구원.[깨진 링크(과거 내용 찾기)]
- 《2021년 전국 공공체육시설 현황(2020년말 기준)》. 대한민국 문화체육관광부. 2022.

## 같이 보기
- 경산시민운동장